# Tanganicodus
Tanganicodus is een monotypisch geslacht van straalvinnige vissen uit de familie van de cichliden (Cichlidae).

## Soort
- Tanganicodus irsacae Poll, 1950